# Sant Andreu
Il distretto di Sant Andreu (in catalano; in spagnolo: Distrito de San Andrés) è il nono dei dieci distretti che dividono la città di Barcellona.
Il distretto di Sant Andreu comprende i quartieri di Sant Andreu de Palomar, La Sagrera, Trinitat Vella, Bon Pastor e Baró de Viver.

## Storia
La configurazione del distretto è stata approvata nel 1984 quando Barcellona decise l'attuale suddivisione in dieci distretti. Quando nel 1949 la città era stata divisa in 12 distretti, Sant Andreu fu il distretto numero nove. Nel 1979 si decise di dividere il distretto IX in due: i quartieri di Canyelles, Torre Baró, Meridiana, Trinitat, Vallbona, Porta, Guineueta, Torre Llobeta, Congrés, Prosperitat, Verdum, Roquetes e Ramon Albó, sarebbero diventati il distretto IX Nord, e più tardi sarebbero entrati a far parte del distretto di Nou Barris.
Rimasero nel distretto IX sud i quartieri di Sant Andreu, Sagrera, Navas, Bon Pastor e Baró de Viver. Il distretto di Sant Andreu riuscì a recuperare i quartieri di Trinitat Vella e Congrés nel 1984. La sua popolazione si stima approssimativamente sui 170.000 abitanti, 52.000 dei quali abitano nell'antico centro di Sant Andreu.

## Posizione geografica
Sant Andreu è il terzo distretto per estensione con una superficie di 653 ettari e con una popolazione di 135.579 abitanti. Situato nel nord della città, confina con il fiume Besòs (che fa da confine tra Barcellona, Sant Adrià e Santa Coloma de Gramenet), e con i distretti di Nou Barris, Horta-Guinardó e Sant Martí.

### Barrios
Al momento, è formato da 7 Barrios di origini storiche molto diverse:

Barris del districte de Sant Andreu.

| Codice | Nome del quartiere       | Popolazione (2009) | Superficie (ha) | Densità (ab./ha) |
| ------ | ------------------------ | ------------------ | --------------- | ---------------- |
| 57     | Trinitat Vella           | 10.574             | 81,0            | 130,6            |
| 58     | Baró de Viver            | 2.372              | 23,0            | 103,2            |
| 59     | Bon Pastor               | 13.808             | 188,2           | 73,4             |
| 60     | Sant Andreu de Palomar   | 55.813             | 184,1           | 303,1            |
| 61     | La Sagrera               | 29.002             | 97,2            | 298,3            |
| 62     | El Congrés i els Indians | 14.111             | 40,7            | 346,7            |
| 63     | Navas                    | 21.858             | 42,3            | 516,4            |
|        | Sant Andreu              | 147.538            | 656,5           | 224,7            |

## Infrastrutture e trasporti

### Trasporti

#### Stazioni ferroviarie e metropolitane
Il distretto di Sant Andreu è attraversato da varie linee ferroviarie e dalle linee L1, L5, L9, L10 della Metropolitana di Barcellona. All'interno di questo distretto sorgerà inoltre la Stazione di Barcellona-Sagrera TAV attualmente in costruzione.
La stazione La Sagrera (metropolitana di Barcellona) si trova nel barrio de La Sagrera ed è punto di interscambio tra le 4 linee di Metropolitana che attraversano il distretto, le linee R3 e R4 delle Rodalies de Catalunya e la linea regionale a medio raggio R12, oltre che di varie linee di autobus urbani ed extraurbani.
Le stesse linee ferroviarie e la linea L1 fermano anche nella stazione di Sant Andreu Arenal/Fabra i Puig, che è anche il capolinea per la Linea R7.
La stazione ferroviaria Sant Andreu Comtal è servita dalle linee R2 e R2 Nord di Rodalies, e dalla linea regionale a medio raggio R11. Un passaggio pedonale in superficie permette l'interscambio con la fermata Sant Andreu della linea L1 di metropolitana.
Rientrano inoltre nel distretto le seguenti stazioni della linea L1: Navas, Torras i Bages, Trinitat Vella, Baró de Viver, la stazione Congrés della L5 e le stazioni Onze de Setembre e Bon Pastor delle linee L9 e L10.
Infine la stazione Maragall, situata al confine ovest del distretto è servita dalle linee L4 e L5 della metropolitana.